# Biraite-(Ce)
La biraite-(Ce) è un minerale.